# Dragons of Flame
Dragons of Flame ist ein Side-Scrolling-Action-Rollenspiel auf Grundlage der Kampagnenwelt Drachenlanze des Rollenspiel-Regelwerks Advanced Dungeons & Dragons, das vom britischen Entwickler U.S. Gold im Auftrag von Strategic Simulations, Inc. entwickelt wurde. Es ist der Nachfolger zu Heroes of the Lance und der zweite sogenannte Silver-Box-Titel. Das Spiel wurde erstmals im Jahr 1989 veröffentlicht und erschien für die Plattformen Amiga, Amstrad CPC, Atari ST, Commodore 64, FM Towns, MS-DOS, NES, PC-98 und ZX Spectrum.

## Handlung und Spielprinzip
Dragons of Flame setzt die Handlung des Vorgängers fort und ist eine Adaption des gleichnamigen zweiten Drachenlanze-Kampagnenmoduls bzw. der zweiten Hälfte des Romans Dragons of Autumn Twilight von Margaret Weis und Tracy Hickman, im deutschen als Drachenjäger veröffentlicht (Die Chronik der Drachenlanze, Band 2). Die Romanhelden Raistlin Majere, Caramon Majere, Tanis Half-Elven (dt.: Tanis Halb-Elf), Goldmoon (Goldmond), Riverwind (Flusswind), Tasselhoff Burrfoot (Tolpan Barfuß), Sturm Brightblade (Sturm Feuerklinge) und Flint Fireforge (Flint Feuerschmied) erkunden im Kampf gegen die dunkle Göttin Takhisis und auf der Suche nach dem Schwert Wyrmslayer den Dungeon von Pax Tharkas. Weiterhin versuchen sie, die dort versklavten 800 Menschen zu befreien. Ihr Kampf richtet sich vor allem gegen Verminaard, einem dunklen Kleriker, der im Bund mit einem roten Drachen steht.
Das Spielprinzip entsprach dem des Vorgängers und wurde nur im Detail ausgebaut. Die Gruppengröße wurde von acht auf zehn Charaktere aufgestockt, die durch zwei Nichtspieler-Charakter wie den zerstreuten Magier Fizban the Fabulous (dt.: Fizban der Sagenhafte) besetzt werden können. Auch umfasste das Spielgebiet neben Dungeons nun auch die Erkundung einer Oberflächenwelt, die aus der Vogelperspektive präsentiert wurde und auch umherstreifende Gegnerhorden anzeigte, denen man mit entsprechendem Steuerungsgeschick ausweichen kann. Bei Gefechten wechselte die Ansicht in die bekannte Side-Scroller-Perspektive.

## Rezeption
Michael Hengst bemängelte in seinem Atari-ST-Testbericht für die Power Play, dass der Spieler in zu vielen Situationen nur hilflos dem Tod seiner Heldengruppe entgegensehen könne, weil beispielsweise die Reaktionszeit bei Angriffen zu knapp bemessen sei. Er vergab daher lediglich eine Spielspaßwertung von 42 %. Torsten Blum von Aktueller Software Markt äußerte sich dagegen positiv und vergab im Test 7 von 12 Punkten für die Atari-ST-Fassung, wobei die grafische Darstellung und die Herausforderung durch die Kämpfe lobte und hauptsächlich die Unübersichtlichkeit der Side-Scrolling-Perspektive kritisierte. Seine Kollegin Eva Hoogh vergab für die C64-Version sogar 9 von 12 Punkten, lobte die schnellen Ladezeiten und das weitgehend ruckelfreie Scrolling, bemängelte jedoch die akustische Untermalung und die detailarme Hintergrundgrafik.
Allen Rausch von GameSpy bezeichnete Dragons of Flame in seiner Retrospektive als keine Verbesserung gegenüber dem Vorgänger und im Vergleich mit anderen D&D-Titeln als wenig beeindruckend.

„Dem Drachen geht die Flammenpuste aus: müde Fortsetzung.“

„Alles in allem wirkte DRAGON OF FLAME von SSI einfach faszinierend auf mich. […] Zugreifen lohnt sich wirklich.“

## Nachfolger
1991 folgte mit Shadow Sorcerer der dritte Drachenlanze-Titel von U.S. Gold. Wie zuvor bei Heroes of the Lance und Dragons of Flame handelte es sich um eine Umsetzung des dritten und vierten offiziellen Kampagnenmoduls, die im Vergleich zu den beiden ersteren jedoch ein deutlich abweichendes Spielprinzip besaß.